# JP MUSIC
JP MUSIC（ジェーピーミュージック）は、日本郵政グループの音楽レーベルである。

## 概要
「郵便局等における快適なBGMの制作」「手紙文化の振興」および「日本各地の良質な音楽を全国と海外へ発信」を目的に、2007年12月17日にJP MUSICレーベルの立ち上げとコンピレーション・アルバム「手紙日和」の発売がプレスリリースされた。
展開当初は販売チャネルが郵政に纏わる箇所に限定されていたが、2008年12月に「POSTIME」のリリースと同時に一般のCD流通（→インディーズレコード）への供給販売を開始。「POSTIME」シリーズは、3作品連続でHMV等におけるインディーズランキング1位を記録した。また、CDのジャケットは2009年のグッドデザイン賞を受賞した。
2010年には、DJのDAISHI DANCEと三味線の吉田兄弟を起用し、上海万博の日本パビリオンのテーマ曲「Re...JAPANESQUE」をプロデュース。この曲は中国のテレビ番組でもテーマ曲に採用され、中国の検索サイトにおいて、日本パビリオンの中で最も多く検索されるワードの一つとなった。また、JP MUSICは、万博における日本の開幕イベントとファイナルイベントもプロデュースし、万博期間中のステージイベントで最多の集客を実現した。
また、郵便局のBGMは、DAISHI DANCEやNujabesによる楽曲の他、国立音楽大学在学中にJAZZ研の部長を務めていた土肥猛らプロ級の技術を持つ郵便局員達が作曲演奏し、全国約5,500箇所で放送していた。
現在は、節電対策により郵便局等におけるBGM放送を休止しているため、音楽制作活動も中断している。

## 発売されたCD
- 手紙日和
- 手紙日和2 想い出の扉
- POSTIME〜ORGANIC〜
- POSTIME〜COOL〜
- POSTIME〜COOLⅡJAPAN〜